# Трансильванцы на Диком Западе (фильм)
«Трансильванцы на Диком Западе» (рум. Pruncul, petrolul și ardelenii) — третий фильм трилогии румынского режиссёра Дана Пицы, снятый в 1981 году. Предыдущие фильмы цикла — «Пророк, золото и трансильванцы» (1978) и «Актриса и трансильванцы» (1979).
Премьера состоялась 24 февраля 1982 года.

## Сюжет
Фильм из серии так называемых «мамалыга-вестернов» о трансильванцах на Диком Западе.
Приключения братьев, приехавших в маленький городок на Диком Западе, продолжаются. Городок и его окрестности держит в своих руках делец из Чикаго — Маккалум. Его бандиты заставляют фермеров продавать принадлежащие им земельные участки. Трансильванцы купили ферму, и теперь им предстоит столкнуться с бандитами лицом к лицу…

## В ролях
- Иларион Чобану — Траян Брэд
- Овидиу Юлиу Молдован — Джонни Брэд
- Мирча Дьякону — Ромул Брэд
- Жан Константин — Фемистокл, грек-священник
- Штефан Иордаке — МакКаллум
- Таня Филип — Роми, жена Брэда
- Золтан Вадаш — Питер Орбан
- Илеана Илиеску — хозяйка салуна
- Драгос Пыслару — Коллинс
- Димитру Паладе — шериф и др.